# Georg Riedel

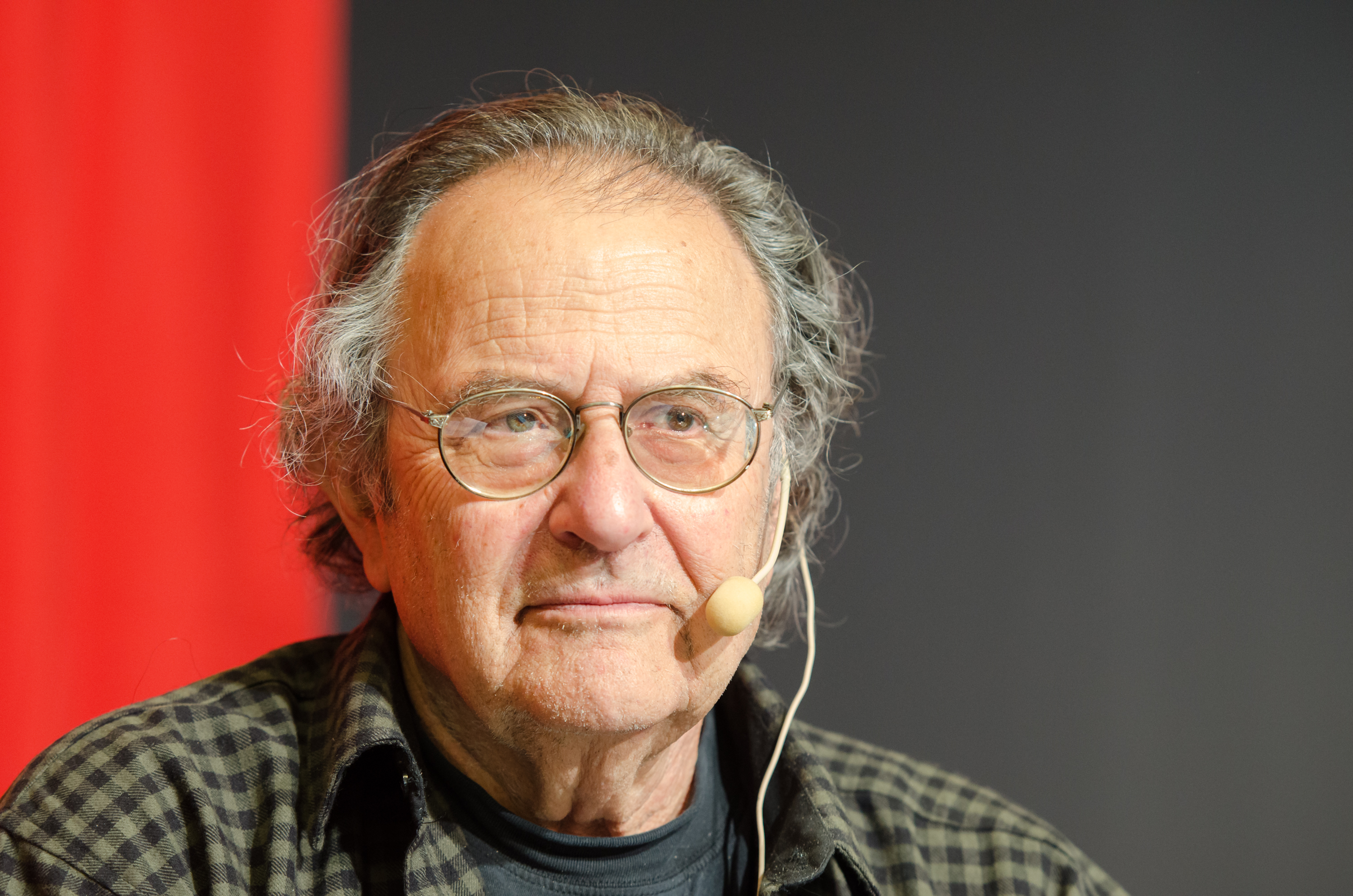
Georg Riedel tijdens de Göteborg Book Fair in 2013.

Georg Riedel (Karlsbad, 8 januari 1934 – Stockholm, 25 februari 2024) was een Zweeds contrabasspeler en componist.

## Levensloop
Op zijn vierde levensjaar emigreerde hij van Tsjecho-Slowakije naar Zweden. Hij ging naar school in Stockholm.
De bekendste compositie waarin Riedel meespeelt is waarschijnlijk Jazz på svenska ("Jazz in het Zweeds") van Jan Johansson, een minimalistische jazzcompositie, opgenomen in 1962-1963. Riedel speelde in vele composities mee, samen met onder anderen Jan Allan. Als componist werkte hij vrijwel exclusief voor de films van Astrid Lindgren. Zo schreef hij de titelsong van de filmserie Emil i Lönneberga. Ook componeerde hij muziek voor Arne Mattsson in de jaren zestig.
In 1998 ontving Riedel de Zweedse koninklijke onderscheiding Litteris et Artibus.
Hij is de vader vader van de Zweedse zangeres, muzikante en componiste Sarah Riedel. George Riedel overleed in februari 2024 op 90-jarige leeftijd.

## Filmmuziek (selectie)
- 491 (1964)
- Pippi Langkous (1969) (met Jan Johansson, televisieserie)
- Emil i Lönneberga (1971)
- Nya hyss av Emil i Lönneberga (1972)
- Emil och griseknoen (1973)
- Karlsson van het Dak (1974)
- Kinderen van Bolderburen (1986)
- Meer over Bolderburen (1987)
- Ved vejen (1988)
- Puss (2010)